# Just One Bite
Just One Bite (hangul: 한입만 시즌, RR: Hanimman), es una serie web surcoreana transmitida del 19 de julio del 2018 hasta el 11 de agosto del 2018 por medio de Naver TV Cast.
La segunda temporada de la serie web Just One Bite 2 fue estrenada en marzo del 2019.

## Historia
La serie presenta a tres mejores amigas Jeon Hee-sook, Ha Eun-sung y Im Soo-ji, y sus historias románticas. Las jóvenes a menudo se reúnen para platicar, despotricar y buscar consejos sobre las situaciones que pasan en sus vidas y esto siempre lo hacen con comidas deliciosas.

## Reparto

#### Personajes principales
| Actor          | Personaje     | Ocupación                     | Nº de episodios | Duración |
| -------------- | ------------- | ----------------------------- | --------------- | -------- |
| Jo Hye-joo     | Jeon Hee-sook | -                             | 8               | 2018     |
| Kim Ji-in      | Ha Eun-sung   | Hermana de Tae-sung           | 8               | 2018     |
| Seo Hye-won    | Im Soo-ji     | -                             | 8               | 2018     |
| Park Sun-jae   | Ha Tae-sung   | Interés romántico de Hee-sook | 8               | 2018     |
| Kim Chul-min   | Joo Woo-kyung | Interés romántico de Eun-sung | 8               | 2018     |
| Lee Shin-young | Lee Chan-hyuk | Novio de Soo-ji               | 8               | 2018     |

#### Personajes recurrentes
| Actor                | Personaje       | Ocupación | Nº de episodios | Duración |
| -------------------- | --------------- | --------- | --------------- | -------- |
| Kim Charlie (김규호) | Park Kyung-chan | -         | -               | 2018     |

## Episodios
La segunda temporada de la serie "Just One Bite", estuvo conformada por 8 episodios, los cuales fueron emitidos todos los jueves y sábados a las 19:00 (KST).

## Música
El OST de la serie web fue lanzado por "Loen Entertainment" (로엔엔터테인먼트) y estuvo conformado por el tema de la serie y 3 partes:

### OST
| No. | Grupo   | Canción                          | Fecha de lanzamiento |
| --- | ------- | -------------------------------- | -------------------- |
| 1   | HONEYST | Don't Remember (도 기억이 안 나) | 3 de marzo de 2018   |

### Parte 1
| No. | Artista                | Canción                         | Fecha de lanzamiento |
| --- | ---------------------- | ------------------------------- | -------------------- |
| 1   | Jung Yeon-soo (정연수) | Just One Bite (도 기억이 안 나) | 24 de julio de 2018  |
| 2   |                        | Just One Bite (Inst.)           |                      |

### Parte 2
| No. | Grupo   | Canción                      | Fecha de lanzamiento |
| --- | ------- | ---------------------------- | -------------------- |
| 1   | HONEYST | I Wonder (알다가도 모르겠어) | 31 de julio de 2018  |
| 2   |         | I Wonder (Inst.)             |                      |

### Parte 3
| No. | Artista       | Canción                                      | Fecha de lanzamiento |
| --- | ------------- | -------------------------------------------- | -------------------- |
| 1   | Sunwoo Jung-a | Crooked (2018 Ver.) (삐뚤어졌어 - 2018 Ver.) | 14 de agosto de 2018 |
| 2   |               | Crooked (2018 Ver.) (Inst.)                  |                      |

## Producción
La serie web fue dirigida por Baek Min-hee (백민희), quien contó con el guionista Bang Yoo-jung (방유정), mientras la producción estuvo a cargo de Lee Dong-jun (이동준).
También contó con el apoyo de la compañía de producción PlayList, PlayList Global.